# Lia Block
Lia Block (Park City, 1 de outubro de 2006) é uma piloto profissional de automóveis norte-americana.
Block já competiu no Campeonato Nacional Americano de Rally, Extreme E, Fórmula Winter Series, Fórmula 4 Espanhola, F1 Academy, entre outros campeonatos.

## Carreira

### 2021–2023: American Rally Association, Extreme E, Nitrocross

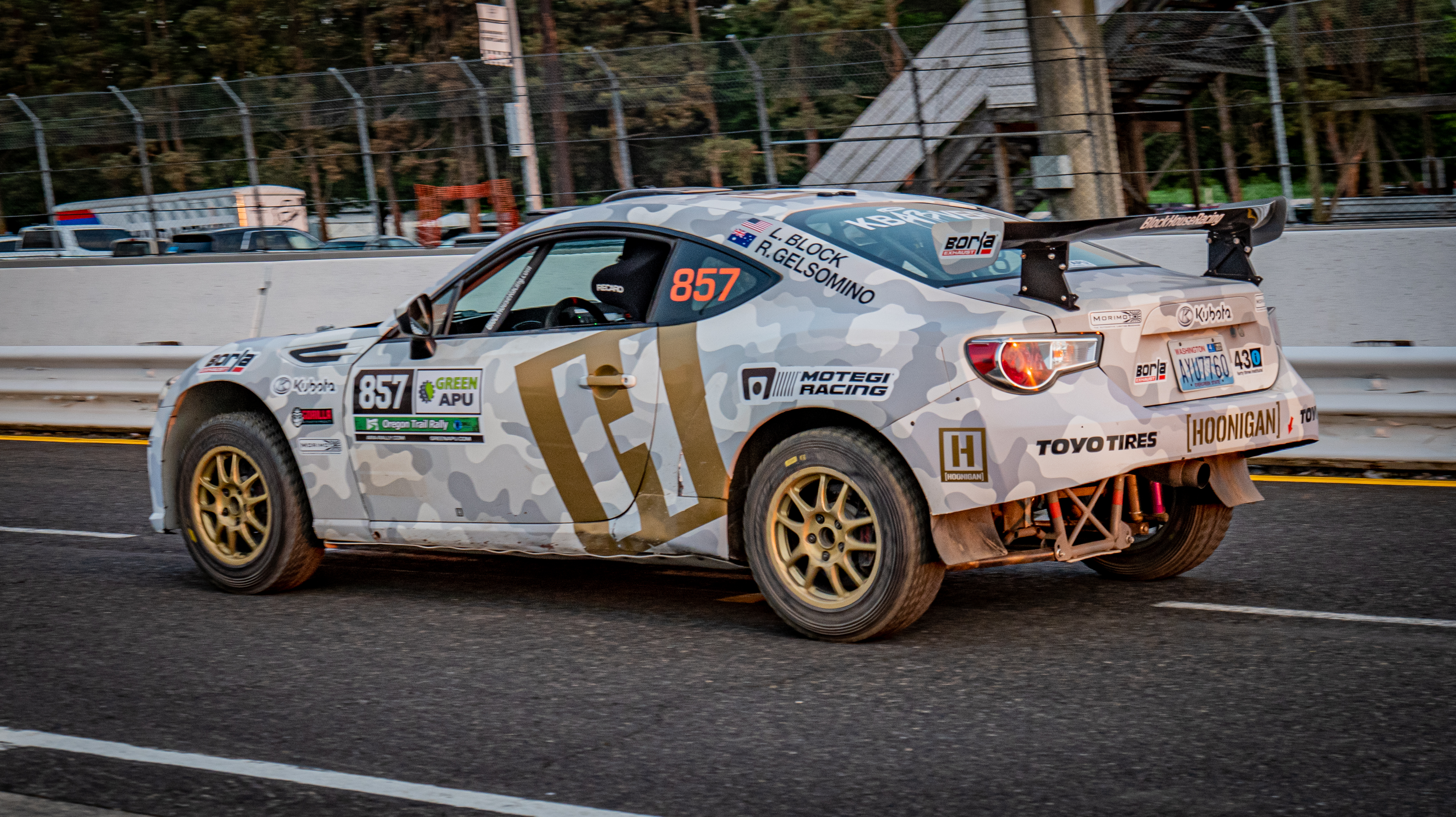
Etapa de Oregon do Campeonato Nacional Rally América (2023)

Lia Block fez sua estreia na American Rally Association no Oregon Trail Rally de 2021.
Ela então competiu em tempo integral na temporada de 2022.
Block competiu na temporada de 2023 da American Rally Association na classe Open 2WD (O2WD).
Ela se tornou a campeã mais jovem da história da série.
Em 3 de julho de 2023, a Carl Cox Motorsport anunciou que havia contratado Block para o restante da temporada Extreme E de 2023, fazendo parceria com Timo Scheider e substituindo Christine GZ.
Em 14 de junho de 2023, foi anunciado que Block se juntaria à OSME para o Campeonato Nitrocross de 2023–24. Depois de terminar em quarto lugar na primeira rodada, ela venceu sua segunda corrida na estrada, mas foi desclassificada posteriormente devido a uma reingressão insegura nos estágios iniciais da corrida.
Block dirigiu o carro do Grupo E de Travis Pastrana na sétima corrida do campeonato, tornando-se a primeira piloto mulher a competir na categoria.
Em 1º de outubro de 2024, foi anunciado que Block competiria no Lake Superior Performance Rally de 2024, assumindo o Subaru WRX de Brandon Semenuk.

### 2024–presente: Nitrocross e F1 Academy

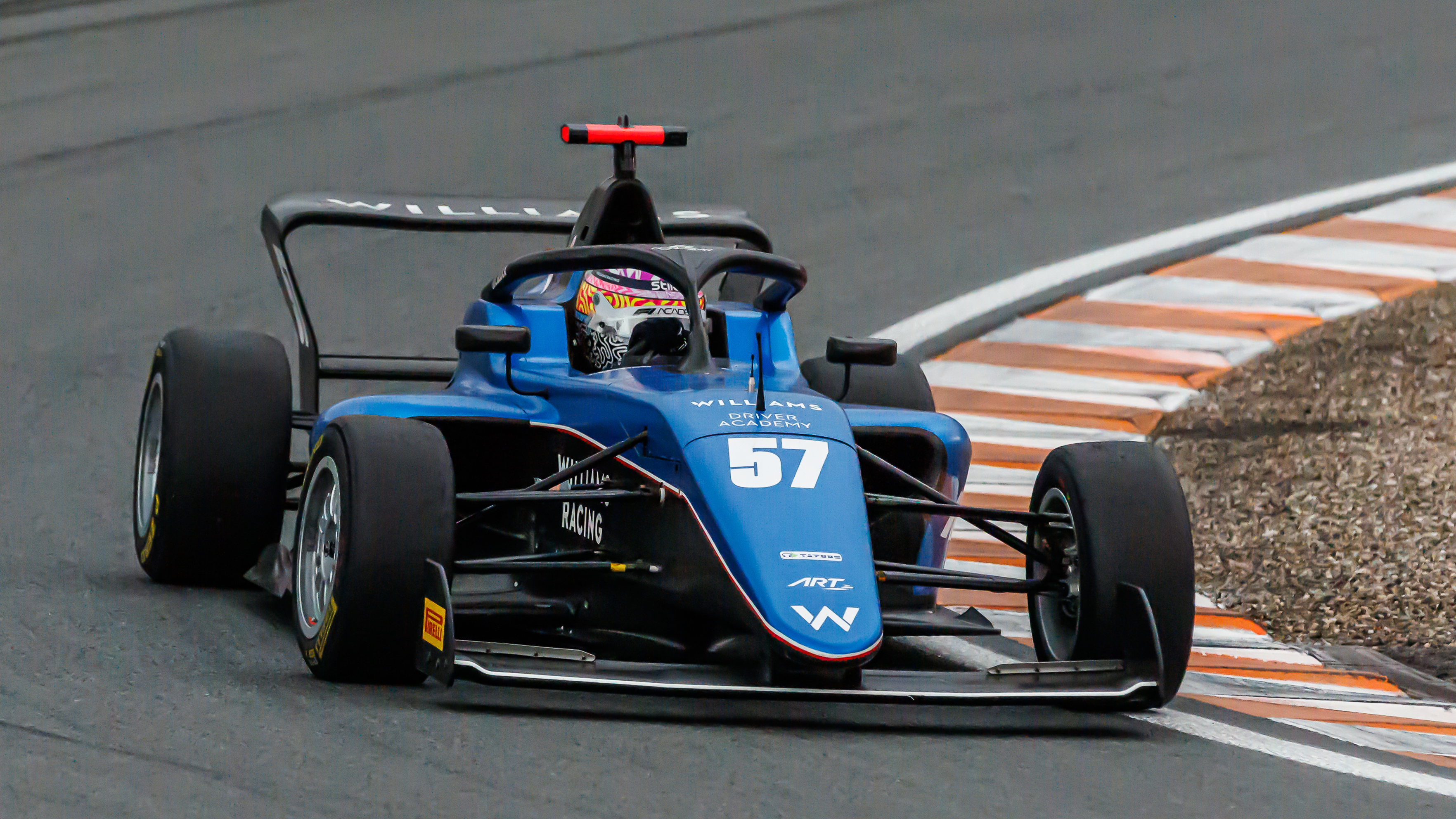
Etapa de Zandvoort da F1 Academy (2024)

Em 2024, Block retornou ao Grupo E da Nitrocross para a primeira rodada do campeonato, competindo pela Dreyer & Reinbold Racing, onde alcançou dois 6º lugares.
Em novembro de 2023, Block foi anunciada como piloto da ART Grand Prix para a temporada de 2024 da F1 Academy em sua primeira temporada completa de corrida de monopostos. Ela é apoiada pela Williams Racing e se juntou à Williams Driver Academy. Ela está fazendo parceria com a piloto de desenvolvimento da McLaren, Bianca Bustamante, e com a piloto da Ferrari Driver Academy, Aurelia Nobels, correndo pela Puma. Ela estreou em Jeddah, qualificando-se em sétimo para a primeira corrida e em décimo terceiro para a segunda corrida. Ela girou e bateu no muro na penúltima volta da primeira corrida e foi classificada em décimo sexto lugar. Na segunda corrida, ela fez contato inevitável com Lola Lovinfosse e foi forçada a parar. Ela cruzou a linha na nona posição, mas foi classificada em décimo primeiro após penalidades pós-corrida. A segunda rodada em Miami foi uma corrida em casa para Block. Ela girou na primeira corrida e terminou em 15º. A segunda corrida foi uma luta mais acirrada, pois ela foi classificada em 11.º, mas subiu para 10.º por penalidades pós-corrida, marcando assim seu primeiro ponto na F1 Academy. A próxima rodada em Barcelona a viu continuar sua sequência de pontuação, convertendo duas posições iniciais entre as 10 primeiras em um 10º lugar e 6º lugar, respectivamente.

## Vida pessoal
Block é filha do piloto de rali norte-americano Ken Block, que morreu em um acidente de moto de neve em 2 de janeiro de 2023.

## Registros na carreira

### Sumário
| Temporada | Categoria                         | Equipe                         | Corridas | Vitórias | Poles | V.M.R. | Pódios | Pontos | Classificação |
| --------- | --------------------------------- | ------------------------------ | -------- | -------- | ----- | ------ | ------ | ------ | ------------- |
| 2021      | American Rally Association - 2WD  | Hoonigan Racing Division       | 1        | 0        | N/A   | N/A    | 0      | 0      | NC            |
| 2022      | American Rally Association - 2WD  | Hoonigan Racing Division       | 6        | 0        | N/A   | N/A    | 2      | 49     | 5.º           |
| 2022-23   | Nitrocross Championship - SXS     |                                | 4        | 0        | N/A   | N/A    | 0      | 140    | 8.º           |
| 2023      | American Rally Association - O2WD | Block House Racing             | 5        | 4        | N/A   | N/A    | 5      | 114    | 1.º           |
| 2023      | American Rally Association - O4WD | Block House Racing             | 1        | 0        | N/A   | N/A    | 0      | 0      | NC            |
| 2023      | Extreme E                         | Carl Cox Motorsport            | 6        | 0        | N/A   | N/A    | 0      | 27     | 14.º          |
| 2023–24   | Nitrocross Championship - NEXT    | OMSE                           | 7        | 0        | N/A   | N/A    | 3      | 327    | 6.º           |
| 2023–24   | Nitrocross Championship - Group E | Vermont SportsCar              | 1        | 0        | N/A   | N/A    | 0      | 32     | 19.º          |
| 2024      | Fórmula Winter Series             | GRS Team                       | 8        | 0        | 0     | 0      | 0      | 0      | 45.º          |
| 2024      | Fórmula 4 Espanhola               | GRS Team                       | 6        | 0        | 0     | 0      | 0      | 0      | 36.º          |
| 2024      | F1 Academy                        | ART Grand Prix                 | 10       | 0        | 0     | 0      | 0      | 36*    | 8.º*          |
| 2024      | Fórmula 4 Italiana                | ART Grand Prix                 | 3        | 0        | 0     | 0      | 0      | 0      | 49.º          |
| 2024–25   | Nitrocross Championship - Group E | Dreyer & Reinbold Racing Dodge | 2        | 0        | N/A   | N/A    | 0      | 61     | 7.º           |